# Fallen Angels (Tangerine Dream)
Fallen Angels at the strand of innocent creatures is een muziekalbum van de Duitser Edgar Froese, uitgegeven onder de naam Tangerine Dream. Het is een druk jaar voor Froese, want hij heeft in 2008 al meerdere albums onder de groepsnaam uitgebracht. Fallen Angels is een zogenaamde cupdisc, qua speelduur vergelijkbaar met de vroegere ep's. Het album gaat over de aangetaste schoonheid van de engelen. De engelen zouden soms besmeurd aangetroffen worden op de stranden van de tijd. De schoonheid en onschuld blijven door de viezigheid heen zichtbaar.

## Musici
- Edgar Froese – alle instrumenten

## Muziek
| Nr. | Titel                                            | Duur |
| --- | ------------------------------------------------ | ---- |
| 1.  | Angels in barbed wire robe (Froese)              |      |
| 2.  | Two drunken angels at Trafalgar Square (Froese)  |      |
| 3.  | Angels on transit (Froese, Thorsten Quaeschning) |      |

CD1: Das romantische Opfer ·
CD2: Fallen Angels ·
CD3: Choice ·
CD4: Flame ·
CD5: A Cage in Search of a Bird ·
CD6: Zeitgeist EP ·
CD7: The Gate of Saturn ·
CD8: Mona da Vinci ·
CD9: Machu Picchu ·
CD10: Josephine the mouse singer ·
CD11: Mala Kunia ·
CD12: Quantum key